# The Belle Vue EP
The Belle Vue EP è il primo EP del gruppo musicale britannico Hurts, pubblicato il 9 luglio 2010 dalla RCA Records.

## Tracce
1. Wonderful Life (Radio Edit) (New Version) – 3:44
2. Wonderful Life (Arthur Baker Remix) – 6:47
3. Better Than Love (Radio Edit) – 3:32
4. Better Than Love (Jamaica Remix) – 4:22